# Nju-Jork
Nju-Jork (ukr. Нью-Йорк) – osiedle typu miejskiego na Ukrainie, w obwodzie donieckim, w rejonie bachmuckim, nad Krywym Torciem. W 2020 roku liczyło ok. 10,1 tys. mieszkańców. Ośrodek przemysłu chemicznego (fabryka fenolu i naftalenu). W miejscowości znajduje się stacja kolejowa Fenolna na linii Konstantynówka-Jasynuwata.

## Historia

### Czasy najdawniejsze
W XVII wieku w okolicach współczesnej miejscowości zaczęły powstawać kozackie zimowniki, czyli zabudowania, w których spędzano zimę. Następnie nad Bałką Zalizną, prawym dopływem Krywego Torcia, utworzona została słoboda wojskowa, późniejsza wieś Zalizne. Na drugą połowę XVIII wieku przypada rozwój osadnictwa niemieckiego na tym obszarze, zainspirowanego przez Katarzynę II. Wraz z napływem nowej ludności nastąpił rozwój przemysłu. Powstała wówczas m.in. jedna z pierwszych w regionie cegielni wzniesiona przez Jacoba Ungera, wokół której wybudowano osiedle robotnicze o nazwie Nju-Jork. Stało się ono głównym ośrodkiem kolonii niemieckich mennonitów. Pod względem administracyjnym Nju-Jork oraz pobliskie Zalizne przynależały w tym czasie do ujezdu bachmuckiego w guberni jekaterynosławskiej. Według danych z 1859 roku Nju-Jork liczył 85 mieszkańców, natomiast Zalizne zamieszkane było przez 3283 osoby. W drugiej połowie XIX wieku mennoniccy koloniści założyli w Nju-Jorku park. W 1894 roku Jacob Niebuhr otworzył w miejscowości fabrykę maszyn rolniczych. 

### Wiek XX i początek XXI
W 1908 roku Nju-Jork liczył już 1493 mieszkańców, a populacja Zaliznego wyniosła 5757 osób. W latach 1916-1918 powstały zakłady produkcji fenolu. W latach 1920-1925 Nju-Jork należał do guberni donieckiej, w latach 1920-1922 do ujezdu debalcewskiego, a w latach 1923-1930 do okręgu artiomowskiego. Od 1932 roku miejscowość wchodzi w skład obwodu donieckiego (do 1961 nazywanego obwodem stalińskim). Pod koniec lat 20 XX wieku miały miejsce przesiedlenia ludności niemieckiej na Rosyjski Daleki Wschód. W 1938 roku Nju-Jork oraz Zalizne otrzymały status osiedli typu miejskiego. W 1939 roku liczyły odpowiednio 4737 i 8314 mieszkańców. W czasie II wojny światowej Nju-Jork był okupowany przez wojska hitlerowskie od października 1941 roku do września 1943 roku. W 1951 roku Nju-Jork został przemianowany na Nowhorodśke (ukr. Новгородське). W 1959 roku Nowhorodśke zamieszkane było przez 5285 osób, a Zalizne – przez 7628 osób. W 1963 roku do Nowhorodśkego przyłączono Zalizne. W 1989 roku miejscowość liczyła 13 195 mieszkańców, a w 2001 roku – 11 927 mieszkańców (z czego prawie 64% stanowiła ludność rosyjskojęzyczna, a niemal 34% – ludność ukraińskojęzyczna). W 2021 roku przywrócono historyczną nazwę Nju-Jork.

### Nju-Jork podczaswojny rosyjsko-ukraińskiej
- 24 lipca 2024 Rosjanie wkroczyli do zachodniej części miasta. 7 lipca 2024 Rosjanie zajęli centrum oraz północno - zachodnią część osady[9].
- 14 sierpnia Rosjanie zajęli całkowicie miejscowość[10].
- 2 września 2024 Ukraińcy odzyskali osadę[11].